# Rosalie Lessard
Pour les articles homonymes, voir Lessard.
Rosalie Lessard est une poète québécoise née à Baie-Comeau en 1981.

## Biographie
Rosalie Lessard publie son premier recueil, À perte de monde, à 18 ans aux éditions Les Écrits des Forges. En 2006, elle remporte le Prix de poésie Radio-Canada pour sa suite narrative et féministe qui s'intitule « Petit guide des volcans d’Amérique ». Elle fait ensuite paraître La chair est un refuge plus poignant que l’espace, toujours aux éditions Les écrits des Forges, interrogent l'expérience de l'exil. Ce livre de poésie est d'ailleurs, en 2007, finaliste au prix Émile-Nelligan et au Prix des lecteurs du Marché de la poésie de Montréal. Elle publie également aux éditions du Noroît Les îles Phoenix (2020) et L’observatoire (2015), qui reçoit, en 2016, le prix Émile-Nelligan ainsi que le prix Alain-Grandbois,,,. Rosalie Lessard remporte aussi, en 2018, la première médaille d’or des Prix du magazine canadien.
Après avoir complété un mémoire de maîtrise portant sur l’œuvre d’Hélène Dorion, Rosalie Lessard poursuit des recherches doctorales sur la poésie féministe québécoise à l’Université du Québec à Montréal. Elle enseigne également la littérature au Collège Jean-de-Brébeuf et publie des articles et des poèmes dans diverses revues et collectifs.

Dans Lettres québécoises, Louise Dupré souligne la force de son œuvre. 
Alliant force et délicatesse, son écriture ciselée témoigne d’un sens aigu de l’observation, qui n’est pas dépourvu d’humour ni d’ironie. On y remarque une belle précision dans le travail du vers, une subtilité dans le choix des images, de même qu’une grande justesse de la voix. 

## Œuvres
- À perte de monde, poésie, Trois-Rivières, Les Écrits des Forges, 2000, 72 p.  (ISBN 2-89046-574-8)
- La chair est un refuge plus poignant que l'espace, poésie, Trois-Rivières, Les Écrits des Forges, 2006, 80 p.  (ISBN 2-89046-996-4)
- L'observatoire, poésie, Montréal, Éditions du Noroît, 2015, 65 p.  (ISBN 9782890189218) et  (ISBN 9782890189225)
- Les îles Phœnix, poésie, Éditions du Noroît, 2020, 152 p.  (ISBN 9782897662561) et  (ISBN 2897662565)

## Prix et honneurs
- 2006 - Récipiendaire : Prix littéraire Radio-Canada (Pour Petit guide des volcans d'Amérique)[8]
- 2007 - Finaliste : Prix des lecteurs du Marché de la poésie de Montréal (Pour La chair est un refuge plus poignant que l'espace)[9]
- 2007 - Finaliste : Prix Émile-Nelligan (Pour La chair est un refuge plus poignant que l'espace)[10]
- 2016 - Récipiendaire : Prix Alain-Grandbois (Pour L'observatoire)[11]
- 2016 - Récipiendaire : Prix Émile-Nelligan (Pour L'observatoire)[12]
- 2018 - Médaille d'or : Prix du magazine canadien (Pour Base-de-roc)[13]